# Општина Шмартно при Литији
Општина Шмартно при Литији (словен. Šmartno pri Litiji) је једна од општина Средњесловенске регије у држави Словенији. Седиште општине је истоимени градић Шмартно при Литији.

## Природне одлике
Рељеф: Општина Шмартно при Литији налази се у средишњем делу државе, источно од Љубљане. Општина пружа јужно од клисуре реке Саве, на јужним ограницима Посавског Хрибовја.
Клима: У општини влада умерено континентална клима.
Воде: У општини нема значајнијих водотока. Сви мали водотоци у општини су потоци и притоке су реке Саве.

## Становништво
Општина Шмартно при Литији је средње густо насељена.

## Насеља општине
| - Богеншперк - Буковица при Литији - Велика Костревница - Велика Штанга - Вињи Врх - Винтарјевец - Вишњи Грм - Волчја Јама - Врата - Горњи Врх - Гозд-Река - Градишче при Литији - Градишче - Градишке Лазе | - Долњи Врх - Драговшек - Двор - Загрич - Заврстник - Згорња Јабланица - Јабланишке Лазе - Јабланишки Поток - Јастребник - Јаворје - Јелша - Јежце - Јежни Врх - Камни Врх при Примсковем | - Кошке Пољане - Лесковица при Шмартнем - Либерга - Лупиница - Мала Костревница - Мала Штанга - Михелца - Мишји Дол - Мулхе - Обла Горица - Подроје - Пољане при Примсковем - Преска над Костревницо | - Примсково - Рачица - Разборе - Рихарјевец - Селшек - Севно - Сподња Јабланица - Стара Гора при Великем Габру - Церовица - Чрни Поток - Шмартно при Литији - Штангарске Пољане - Шчит |  |